# Nemesia uncinata
Nemesia uncinata là một loài nhện trong họ Nemesiidae.
Nemesia uncinata được miêu tả năm 1933 bởi Bacelar.